# Rabia
Els Rabia (àrab: ربيعة, Rabīʿa) foren una de les dues gran tribus àrabs del nord (l'altre era la tribu Múdar). El seu ancestre mític fou Nizar ibn Maadd ibn Adnan, que d'una de les seves esposes va tenir dos fills: Múdar i Iyad; i de l'altra dos fills més, Rabia i Anmar. Rabia va tenir tres fills: Amira, Anaza i Jadila origen dels Abd al-Kays, Namir i Wail ibn Kasit, aquestos darrer origen dels Bakr i els Taghlib. Dels Bakr descendeixen els Xayban, Habifa, Dhuhl, Qays i altres. Els Múdar van donar nom al districte de Diyar Múdar i els Rabia al Diyar Rabia.

## Història
Els Rabia i els Mudar foren subjectes sovint del Iemen fins a la caiguda del regne himiarita davant els abissinis. Van gaudir no obstant de períodes d'independència quan es posaven sota la direcció d'un cap únic. Les tradicions esmenten diverses batalles: al-Bayda, al-Sullan i Khazaza. Encara viu el regne himiarita, els Rabia i Mudar foren part del regne de Kinda, els sobirans del qual portaven el títol de reis dels Maadd (Mudar) i dels Rabia. Tant els Mudar com els Rabia, els Taghlib i els Bakr van reconèixer la sobirania del kindita d'al-Hàrith ibn Amr al-Maqsur que va lluitar amb èxit contra els gassànides i làkhmides per acabar perdent les seves conquestes. Ensorrat el regne himiarita els kindites no van reconèixer ja la seva sobirania: els taghlibites i els bakirites van lluitar en la guerra de Basus, en la batalla del primer dia d'al-Kulab (o al-Kulab dels Rabia) amb victòria dels taghlibites; els bakrites van demanar ajut al rei làkhmida d'al-Hira, al-Mundhir III (514-523), que va imposar la seva autoritat sobre els rabies, els mudars i altres tribus de l'Aràbia central; els taghlibites van emigrar cap a Mesopotàmia i altres tribus rabies els van seguir. La lluita entre taghlibites i bakrites va continuar i es va lliurar la batalla de Dhu Kar en què els bakrites van aconseguir la victòria, i que de fet va suposar l'enfonsament del domini persa sobre les tribus d'Aràbia central. La influència aramea sobre els mudar els va separar progressivament dels rabia. El 630 Khalid ibn al-Walid va destruir a Nakhla l'ídol d'al-Uzza, adorat abans pels kuraixites, els kinanes i els mudars; a l'any següent els mudars i els rabies van abraçar l'islam però algunes subtribus en van quedar al marge i van donar suport a la revolta de Musaylima, que era un rabia. Els 632 els rabia de la província de Bahrayn (Aràbia oriental) van proclamar un rei propi. Llavors els mudars ja estaven obertament al costat dels àrabs mentre els rabia van quedar sota influència sassànida. Posteriorment les diverses fraccions de les dues tribus ja van tenir històries separades.